# Пирогово (станция)
Пирого́во — бывшая железнодорожная станция Ярославского направления МЖД (железнодорожная ветка Мытищи — Пирогово) в бывшем Мытищинском районе Московской области. Названа по одноимённому посёлку.
Построена в 1930-е годы.
Одна платформа, островная. Вокзал и кассы располагались в стороне от платформы. С западной части платформа имела выход к Пироговской плотине, а с восточной — к ж/д переезду на ул. Железнодорожная.
Станция являлась конечной на ветке. Имела два коротких приёмо-отправочных пути порядка 250 м без электрификации, вытяжку, параллельную двум путям пригородных электропоездов, и несколько тупиков.
Имелось ответвление на близлежащую мебельную фабрику.
Станция была закрыта вместе с веткой в 1997 году. В 1997 году был снесён и вокзал станции. Сейчас от станции остались только столбы контактной сети.
- Место, где была платформа (2004)
- Место, где была платформа (2004)
- Ответвление на мебельную фабрику (2004)
- Бывшие опоры контактной сети, переделанные в осветительные (30.04.2013)
- Единственная опора контактной сети ст. Пирогово (30.04.2013)